# Liste der Klöster in Hamburg
Die Liste der Klöster enthält bestehende und ehemalige Klöster und Stifte in Hamburg.

## Bestehende Ordensgemeinschaften und Stifte

### Römisch-katholisch
Dominikaner
- Dominikanerkloster St. Johannis, Hamburg

Jesuiten
- Niederlassung Hamburg

Steyler Missionare
- Kommunität St. Ansgar, Hamburg

### Evangelisch
- Damenstift Kloster St. Johannis, Hamburg-Eppendorf

## Ehemalige Klöster und Stifte
Dominikaner
- Dominikanerkloster Hamburg, um 1236–1529

Franziskaner
- Marien-Magdalenen-Kloster, 1231–1529

Unbeschuhte Karmelitinnen (OCD)
- Karmelzelle von der Menschwerdung, 1999–2022, Hamburg-Finkenwerder[1]